# Henry Sloan
Henry Sloan (januari 1870 - ?) was een Afrikaans-Amerikaans muzikant en een van de vroegste figuren in de geschiedenis van de Delta blues. Naast het feit dat hij Charlie Patton instrueerde over de blues, is er erg weinig over zijn leven bekend. Hij verhuisde naar Chicago vlak na de Eerste Wereldoorlog. Voor zover bekend zijn er geen opnames van hem.
Volgens de onderzoeker David Evans werd Sloan geboren in de staat Mississippi in 1870 en woonde hij rond 1900 vlak bij Bolton, Mississippi in dezelfde gemeenschap als de families Patton en Chatmon. Hij verhuisde tussen 1901 en 1904, samen met de Pattons, naar de Dockery Plantation bij Indianola. Patton kreeg les van Sloan en ze speelden een aantal jaren samen. Twee van Pattons latere metgezellen gaven aan dat Patton "elke stap nauwkeurig volgde" van Sloan.
Hoewel niet bewijsbaar, bestaat de kans dat Sloan de mysterieuze zwerver zou zijn, die muzikant W.C. Handy had gitaar zien spelen op het Tutwiler treinstation in 1903. Handy had in zijn autobiografie geschreven dat hij wakker werd gemaakt door "..een dunne, soepele neger die terwijl ik nog sliep, naast mij zijn gitaar begon te bespelen. Zijn kleren waren vodden en zijn voeten staken uit zijn schoenen. Zijn gezicht zag eruit alsof het was getekend door jarenlange droefheid. Tijdens het spelen, drukte hij een mes op de snaren van de gitaar. ... het effect was onvergetelijk... Hij zong de zin ("Goin' where the Southern cross the Dog") drie keer en begeleidde zichzelf op gitaar met de vreemdste muziek die ik ooit had gehoord."